# Trichocarabodes capillatus
Trichocarabodes capillatus är en kvalsterart som beskrevs av Balogh 1970. Trichocarabodes capillatus ingår i släktet Trichocarabodes och familjen Carabodidae. Inga underarter finns listade i Catalogue of Life.